# سای دنشیکا
سای دنشیکا (به انگلیسی: Sai Dhanshika) (زاده ۲۰ نوامبر ۱۹۸۹) بازیگر هندی است.
از کارهای معروف او می‌توان به بازی در فیلم شجاعت، ولگرد و سود اشاره کرد.